# Noriko Mizoguchi
Noriko Mizoguchi –en japonés, 溝口 紀子– (Iwata, 23 de julio de 1971) es una deportista japonesa que compitió en judo.
Participó en dos Juegos Olímpicos de Verano en los años 1992 y 1996, obteniendo una medalla de plata en la edición de Barcelona 1992 en la categoría de –52 kg. Ganó una medalla de bronce en el Campeonato Asiático de Judo de 1988.

## Palmarés internacional
| Juegos Olímpicos    | Juegos Olímpicos   | Juegos Olímpicos  | Juegos Olímpicos |
| Año                 | Lugar              | Medalla           | Categoría        |
| ------------------- | ------------------ | ----------------- | ---------------- |
| 1992                | Barcelona (España) | Medalla de plata  | –52 kg           |
| Campeonato Asiático |                    |                   |                  |
| Año                 | Lugar              | Medalla           | Categoría        |
| 1988                | Damasco (Siria)    | Medalla de bronce | –52 kg           |